# Matteo Farina
Pour les articles homonymes, voir Farina.
Matteo Farina, né le 19 septembre 1990 à Avellino et mort le 24 avril 2009 à 18 ans est un jeune laïc Italien, reconnu vénérable par l'Église catholique.

## Biographie

### Enfance
Matteo Farina est né à Avellino mais vit à Brindisi. Il y reçoit le baptême le 28 octobre 1990. Il grandit dans une famille unie à la foi chrétienne fervente. Il se montre comme un enfant obéissant, paisible, sociable et curieux de tout ce qui l'entoure. Contrairement à la plupart des enfants de son âge, il se montre enthousiaste à participer au catéchisme et à la messe, il se confesse pour la première fois à huit ans.
Le 4 juin 2000 il fait sa première communion et le 10 mai 2003 et il reçoit le sacrement de confirmation où il choisit comme marraine sa sœur dont il est très proche. Matteo participe chaque jour à la messe et récite quotidiennement le rosaire. À 9 ans, il étonne son entourage par sa connaissance de l'Évangile. 
Il aime la musique et crée un groupe avec ses amis ; la chimie est aussi une de ses passions. Matteo, dans son cheminement spirituel, est inspiré par saint Pio de Pietrelcina, qu'il voit souvent en rêve, par saint François d'Assise, sainte Gemma Galgani, le bienheureux Pier Giorgio Frassati et sainte Thérèse de l'Enfant-Jésus, dont il a lu les écrits.

### Maladie
Dès septembre 2003, après des maux de tête et des problèmes de vision, il passe une série d'examens qui révèlent une tumeur au cerveau. Alors commence six années de maladie et d'opérations chirurgicales.
Matteo Farina, même dans la maladie, essaie de vivre chaque jour la Parole de Dieu. Il tient un journal qui révèle la hauteur de sa vie intérieure. Chaque jour, il s'unit au Christ crucifié afin d'offrir ses souffrances pour le salut des âmes et la conversion des pécheurs. 
Matteo Farina crée aussi un fonds pour les missions africaines du Mozambique où il dépose ses économies et convainc sa famille de renoncer à leurs achats de Noël.
Matteo meurt le 24 avril 2009.

## Béatification et canonisation
La cause pour la béatification et la canonisation de Matteo Farina débute le 19 septembre 2016 dans le diocèse de Brindisi. 
L'enquête diocésaine se clôture le 24 avril 2017, puis envoyée à Rome pour y être étudiée par la Congrégation pour les causes des saints. Le 29 septembre 2017, la dépouille de Matteo Farina est transférée en grande pompe dans la cathédrale de Brindisi.
Le 5 mai 2020, le pape François reconnaît l'héroïcité des vertus de Matteo Farina, et lui attribue le titre de vénérable. C'est la première étape avant d'être proclamé saint.

## Source
- (it) Antonella Calò, Il sorriso della fede. Profilo biografico e spirituale di Matteo Farina, Apostolato della Preghiera, 2015.